# Filexilia brevipes
Filexilia brevipes är en kräftdjursart som först beskrevs av Kunz 1954.  I den svenska databasen Dyntaxa används istället namnet Ameira brevipes. Enligt Catalogue of Life ingår Filexilia brevipes i släktet Filexilia och familjen Ameiridae, men enligt Dyntaxa är tillhörigheten istället släktet Ameira och familjen Ameiridae. Arten har ej påträffats i Sverige. Inga underarter finns listade i Catalogue of Life.